# 骆少君
骆少君（1942年2月—2016年10月27日），汉族，中华人民共和国政治人物、第十一届全国政协委员。
加入中国农工民主党，担任中华全国供销合作总社杭州茶叶研究院名誉院长。2008年，当选第十一届全国政协委员，代表农业界，分入第三十八组。